# عناد عبد
عناد عبد طويرش هو لاعب كرة قدم عراقي سابق لعب في مركز الوسط ولد في يوم 3 أغسطس 1955 شارك مع منتخب العراق لكرة القدم في بطولة كأس العالم لكرة القدم 1986 والتي أقيمت في المكسيك وحمل الرقم 17، وفي صفوف الأندية لعب مع نادي الرشيد كما لعب مع نادي الاقتصاد ونادي الأمانة ونادي صلاح الدين نادي النفط ونادي الزوراء ونادي العمال ونادي الخطوط الجوية العراقية وقد كان يلقب بأوزيبيو العرب.

## روابط خارجية
- عناد عبد على موقع الاتحاد الدولي (مؤرشف)  (الإنجليزية)
- عناد عبد على موقع قاعدة بيانات كرة القدم.إي يو (الإنجليزية)
- عناد عبد على موقع ناشيونال فوتبول تيمز (الإنجليزية)
- عناد عبد على موقع Soccerway.com (الإنجليزية)